# Regiunile din Filipine

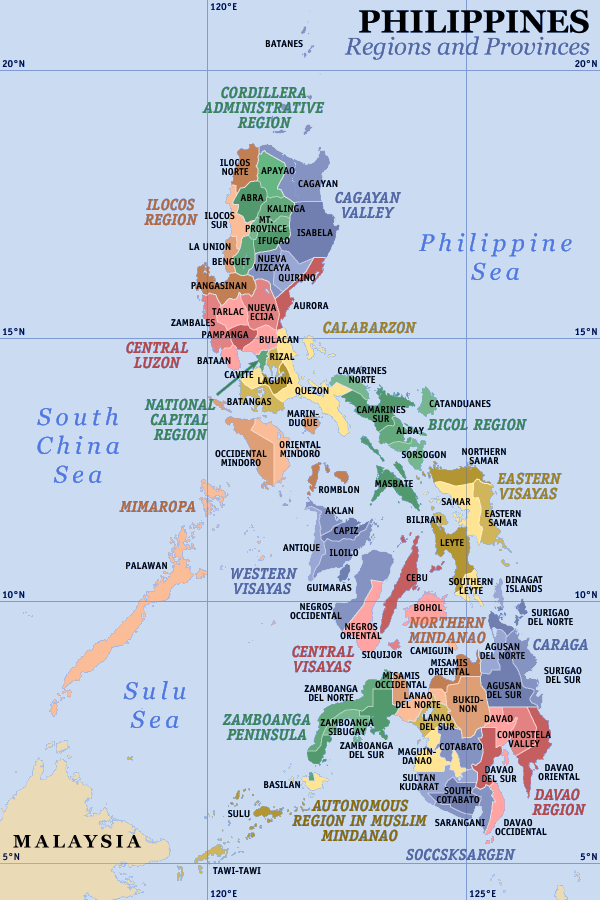
Provincii şi regiuni din Filipine

În Filipine, regiunile (Tagalog: rehiyon, ISO 3166-2:PH) sunt diviziuni administrative care au ca scop principal organizarea provinciilor (lalawigan) din stat. În prezent, în Filipine sunt 17 regiuni. 

## Lista regiunilor
În prezent, în Filipine sunt 17 regiuni administrative, care se întind pe cele trei grupări de insule, Luzon, Visayas și Mindanao. Regiunile CALABARZON, MIMAROPA și SOCCSKSARGEN sunt scrise cu majuscule pentru că sunt prescurtări provenite de la numele provinciilor sau orașelor componente.
| Hartă | Regiune (nume scurt)                          | Grupul de insule | Centru regionale       | Provincii și orașe (diviziuni) | Suprafață (km2) | Populație (2010) | Densitate (per km2) |
| ----- | --------------------------------------------- | ---------------- | ---------------------- | --- | --------------- | ---------------- | ------------------- |
|       | Regiunea Capitală Națională (NCR)             | Luzon            | Manila                 | - Caloocan - Las Piñas - Makati - Malabon - Mandaluyong - Manila - Marikina - Muntinlupa - Navotas - Parañaque - Pasay - Pasig - Pateros - Quezon City - San Juan - Taguig - Valenzuela | 636             | 11,855,975       | 18641.5             |
|       | Regiunea Administrativă Cordillera (CAR)      | Luzon            | Baguio                 | - Abra - Apayao - Baguio - Benguet - Ifugao - Kalinga - Mountain Province | 18,294          | 1,616,867        | 88.4                |
|       | Regiunea Ilocos (Regiunea I)                  | Luzon            | San Fernando, La Union | - Dagupan - Ilocos Norte - Ilocos Sur - La Union - Pangasinan | 12,840          | 4,748,372        | 369.8               |
|       | Valea Cagayan (Regiunea II)                   | Luzon            | Tuguegarao             | - Batanes - Cagayan - Isabela - Nueva Vizcaya - Quirino - Santiago | 26,838          | 3,229,163        | 120.3               |
|       | Luzon Central (Regiunea III)                  | Luzon            | San Fernando, Pampanga | - Angeles - Aurora - Bataan - Bulacan - Nueva Ecija - Olongapo - Pampanga - Tarlac - Zambales                                                                                           | 21,470          | 10,137,737       | 472.2               |
|       | CALABARZON (Regiunea IV-A)                    | Luzon            | Calamba, Laguna        | - Batangas - Cavite - Laguna - Lucena - Quezon - Rizal | 16,229          | 12,609,803       | 777                 |
|       | MIMAROPA (Region IV-B)                        | Luzon            | Calapan                | - Marinduque - Occidental Mindoro - Oriental Mindoro - Palawan - Puerto Princesa - Romblon                                                                                              | 27,456          | 2,744,671        | 100                 |
|       | Regiunea Bicol (Regiunea V)                   | Luzon            | Legazpi                | - Albay - Camarines Norte - Camarines Sur - Catanduanes - Masbate - Naga - Sorsogon | 17,632          | 5,420,411        | 307.4               |
|       | Visayas Vestice (Regiunea VI)                 | Visayas          | Iloilo City            | - Aklan - Antique - Bacolod - Capiz - Guimaras - Iloilo - Iloilo City - Negros Occidental                                                                                               | 20,223          | 7,102,438        | 351.2               |
|       | Visayas Centrale (Regiunea VII)               | Visayas          | Cebu City              | - Bohol - Cebu - Cebu City - Lapu-Lapu - Mandaue - Negros Oriental - Siquijor | 14,951          | 6,800,180        | 454.8               |
|       | Visayas Estice (Regiunea VIII)                | Visayas          | Tacloban               | - Biliran - Eastern Samar - Leyte - Northern Samar - Ormoc - Samar - Southern Leyte - Tacloban                                                                                          | 21,432          | 4,101,322        | 191.4               |
|       | Peninsula Zamboanga (Regiunea IX)             | Mindanao         | Pagadian               | - Isabela City - Zamboanga del Norte - Zamboanga del Sur - Zamboanga Sibugay | 14,811          | 3,407,353        | 230.1               |
|       | Mindanao de Nord (Regiunea X)                 | Mindanao         | Cagayan de Oro         | - Bukidnon - Cagayan de Oro - Camiguin - Iligan - Lanao del Norte - Misamis Occidental - Misamis Oriental                                                                               | 17,125          | 4,297,323        | 250.9               |
|       | Regiunea Davao (Regiunea XI)                  | Mindanao         | Davao City             | - Compostela Valley - Davao City - Davao del Norte - Davao del Sur - Davao Oriental - Davao Occidental                                                                                  | 20,244          | 4,468,563        | 220.7               |
|       | SOCCSKSARGEN (Regiunea XII)                   | Mindanao         | Koronadal              | - Cotabato - Cotabato City - General Santos - Sarangani - South Cotabato - Sultan Kudarat                                                                                               | 18,433          | 4,109,571        | 222.9               |
|       | Caraga (Regiunea XIII)                        | Mindanao         | Butuan                 | - Agusan del Norte - Agusan del Sur - Butuan - Dinagat Islands - Surigao del Norte - Surigao del Sur                                                                                    | 18,847          | 2,429,224        | 128.9               |
|       | Regiunea Autonomă în Mindanao Musulman (ARMM) | Mindanao         | Cotabato City          | - Basilan (excluding Isabela City) - Lanao del Sur - Maguindanao - Sulu - Tawi-Tawi | 12,695          | 3,256,140        | 256.5               |